# 大堀車站
大堀車站 （日语：／ Ōhori eki */?）是由東日本旅客鐵道（JR東日本）所經營的鐵路車站，位於日本山形縣最上郡最上町，是JR東日本陸羽東線沿線的一座無人車站。大堀車站位於JR東日本仙台支社的管轄範圍內，由新庄車站負責管理。

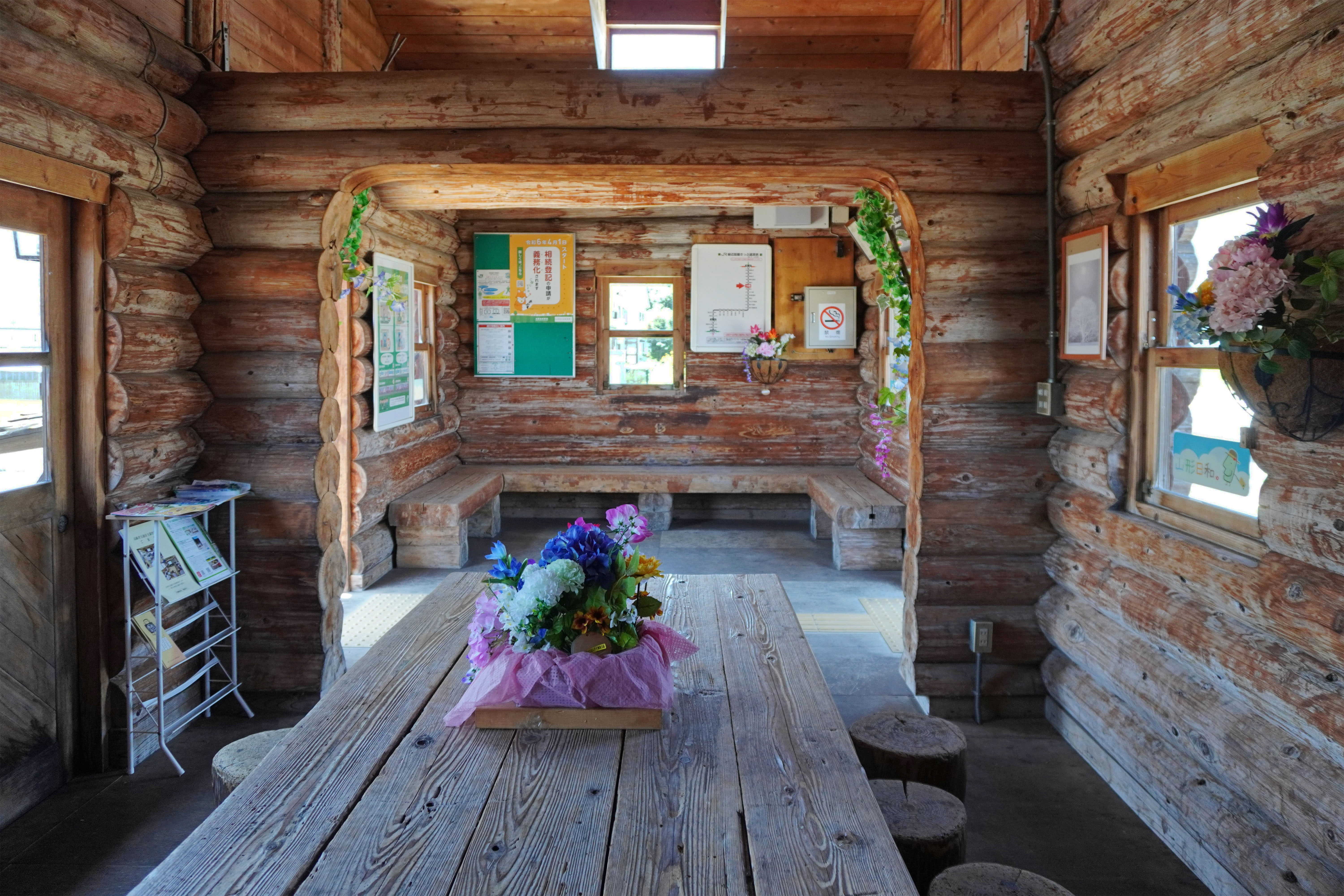
車站內部(2023年7月)

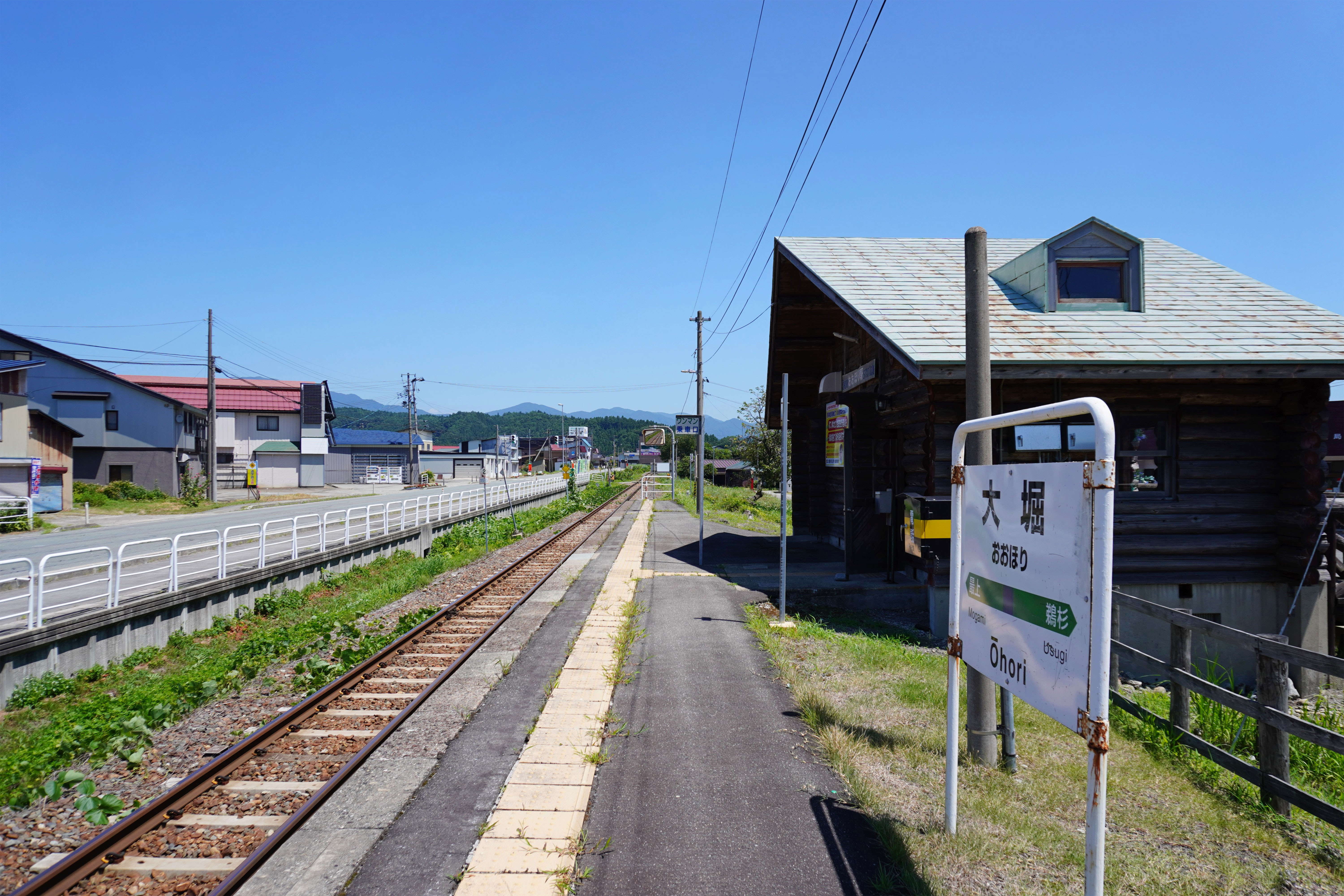
月台(2023年7月)

## 車站結構
本站僅設一座側式月台與一條乘車線，採原木屋風格建造的車站站房是其較有特色之處。車站周圍有些許民房聚集，再往外則是大面積的農田。最上町立大堀小學就位在車站北側的布行距離內。雖然大堀車站就位在當地最重要的聯外道路、國道47號（北羽前道路）路旁，但因為車站與公路之間被鐵路線與月台阻隔，中間沒有任何穿越路徑，因此反而得繞道數百公尺外的平交道才能抵達國道旁。

## 相鄰車站
東日本旅客鐵道
■陸羽東線
最上－大堀－鵜杉

## 外部連結
- 大堀車站（JR東日本） （页面存档备份，存于）（日語）

38°45′57.27″N 140°28′32.11″E / 38.7659083°N 140.4755861°E